# Heliocontia rudisana
Heliocontia rudisana là một loài bướm đêm trong họ Noctuidae.